# فهرست شهرهای لوکزامبورگ

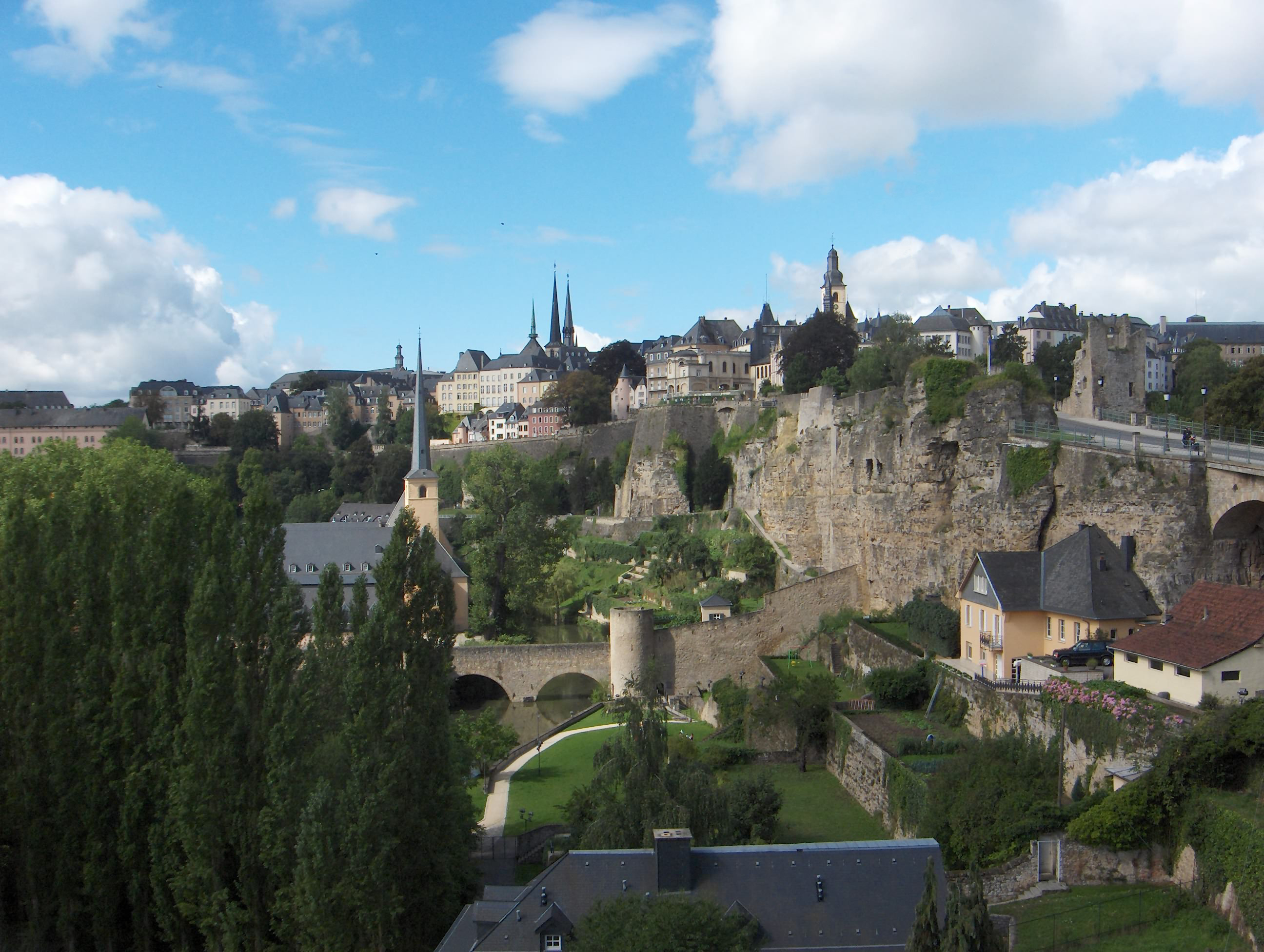
لوکزامبورگ (شهر)

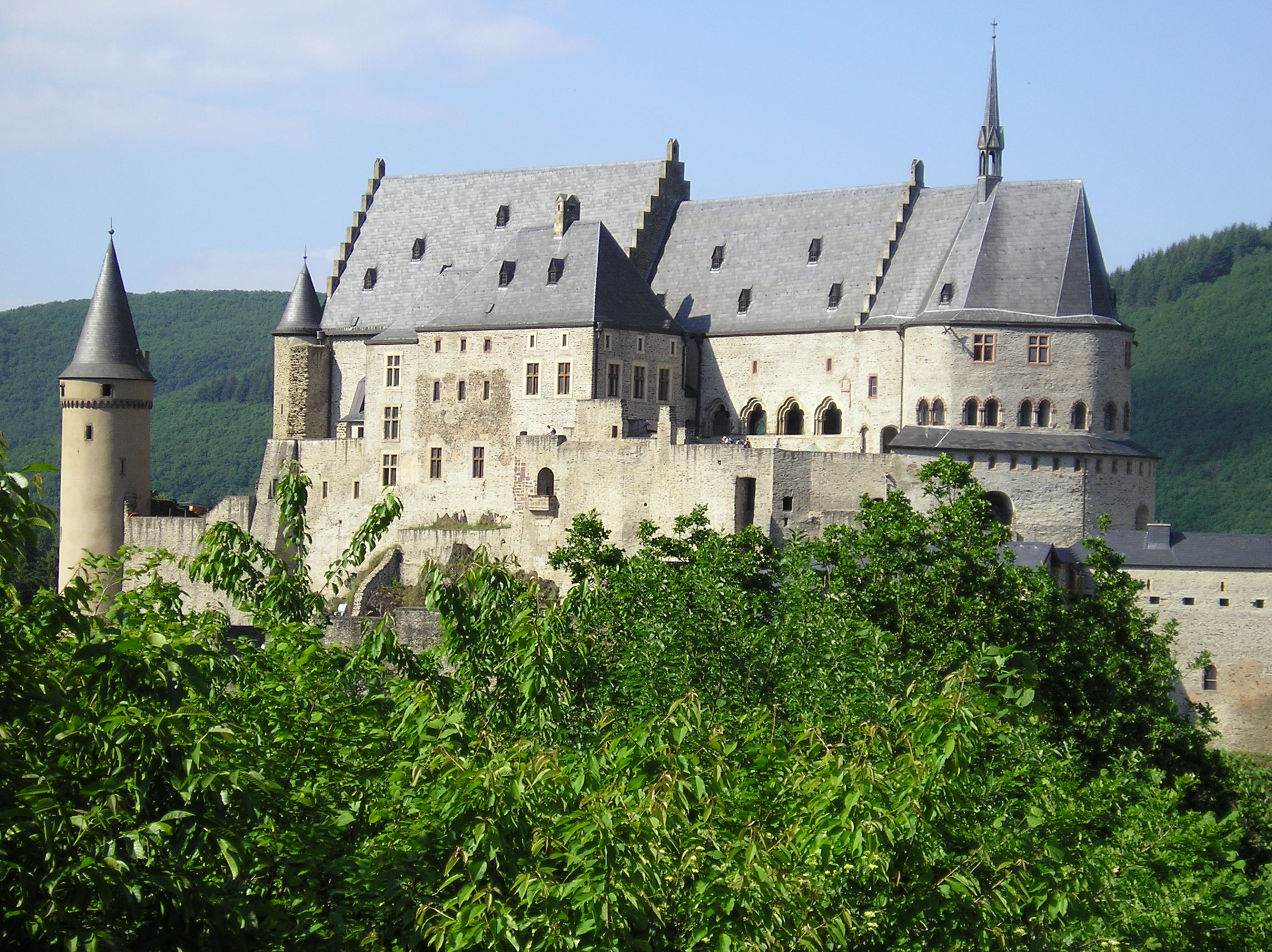
ویاندن

فهرست شهرهای لوکزامبورگ
| Coat of arms | نام                          | ایالت‌های لوکزامبورگ | بخش‌های لوکزامبورگ | مساحت | سرشماری ۲۰۰۵ | تاریخ شهر شدن |
| ------------ | ---------------------------- | ------------------- | ----------------- | ----- | ------------ | ------------- |
|              | دیکیرش Diekirch              | دیکیرش              | دیکیرش            | ۱۲٫۴۲ | ۶٬۱۶۵        | ۲۴ فوریه ۱۸۴۳ |
|              | دیفردانژ Differdange         | اش-سور-آلزت         | لوکزامبورگ        | ۲۲٫۱۸ | ۱۹٬۰۰۵       | ۴ اوت ۱۹۰۷    |
|              | دودلانژ Dudelange            | اش-سور-آلزت         | لوکزامبورگ        | ۲۱٫۳۸ | ۱۷٬۶۱۸       | ۴ اوت ۱۹۰۷    |
|              | اشترناخ Echternach           | اشترناخ             | گرونماخر          | ۲۰٫۴۹ | ۴٬۵۰۷        | ۲۴ فوریه ۱۸۴۳ |
|              | اِش-سور-آلزت Esch-sur-Alzette | اش-سور-آلزت         | لوکزامبورگ        | ۱۴٫۳۵ | ۲۸٬۰۰۰       | ۲۹ می ۱۹۰۶    |
|              | اتل بروک Ettelbruck          | دیکیرش              | دیکیرش            | ۱۵٫۱۸ | ۷٬۳۶۴        | ۴ اوت ۱۹۰۷    |
|              | گرونماخر Grevenmacher        | گرونماخر            | گرونماخر          | ۱۶٫۴۸ | ۳٬۹۶۶        | ۲۴ فوریه ۱۸۴۳ |
|              | لوکزامبورگ Luxembourg        | لوکزامبورگ          | لوکزامبورگ        | ۵۱٫۴۶ | ۷۶٬۴۲۰       | ۲۴ فوریه ۱۸۴۳ |
|              | رمیش Rémich                  | رمیش                | گرونماخر          | ۵٫۲۹  | ۲٬۹۸۶        | ۲۴ فوریه ۱۸۴۳ |
|              | روملانژ Rumelange            | اش-سور-آلزت         | لوکزامبورگ        | ۶٫۸۳  | ۴٬۴۹۵        | ۴ اوت ۱۹۰۷    |
|              | ویاندن Vianden               | ویاندن              | دیکیرش            | ۹٫۶۷  | ۱٬۵۶۱        | ۲۴ فوریه ۱۸۴۳ |
|              | ویلتز Wiltz                  | ویلتز               | دیکیرش            | ۱۹٫۳۷ | ۴٬۵۸۷        | ۲۴ فوریه ۱۸۴۳ |